# Peno
Peno är en ö i Finland.   Den ligger i kommundelen Nagu i Pargas stad i den ekonomiska regionen  Åboland  och landskapet Egentliga Finland. Ön ligger omkring 2 kilometer sydväst om Pensar, omkring 12 kilometer sydost om Nagu kyrka,  36 kilometer söder om Åbo och 160 km väster om Helsingfors. Närmaste allmänna förbindelse är förbindelsebryggan vid Pensar som trafikeras av M/S Nordep. Arean är 0,78 kvadratkilometer.
Terrängen på Peno är mycket platt. Öns högsta punkt är 30 meter över havet. Den sträcker sig 0,8 kilometer i nord-sydlig riktning, och 1,7 kilometer i öst-västlig riktning.